# کوریانگ
کوریانگ (به انگلیسی: Corryong) یک منطقهٔ مسکونی در استرالیا است که در ویکتوریا (استرالیا) واقع شده‌است.